# Jacques Loew
Jacques Loew (Clermont-Ferrand, 31. kolovoza 1908. – Échourgnac, 14. veljače 1999.) bio je francuski dominikanski svećenik i socijalni radnik.

## Životopis
Rođen je u Clermont-Ferrandu 1908. godine. Završava gimnaziju u Nici te studij prava i političkih znanosti u Parizu. Radio je kao odvjetnik u Nici. Godine 1939. ulazi u dominikanski red te kasnije postaje svećenik. Od 1941. do 1954. bio je radnik u marseillskoj luci. Od 1947. vodio je radničku župu La Cabucelle. Godine 1955. imenovan je župnikom Port-de-Bouca. Iste godine utemeljio je Radničku misiju sv. Petra i Pavla.
Pet godina je živio u Brazilu i u Africi gdje utemeljuje slične zajednice. Potkraj života živio je u samostanima opatije Notre-Dame de Tamie i opatije Échourgnac. Umro je 14. veljače 1999. godine.

### Članci
- Vlašić, Dinko. 2000. In memoriam Jacquesu Loewu (1908.-1999.). Crkva u svijetu. Sveučilište u Splitu - Katolički bogoslovni fakultet. Split. 35 (1): 93–102